# Михайловский, Любомир
Любомир Михайловский (макед. Љубомир Михајловски; родился 10 декабря 1954 года, Скопье, Социалистическая Республика Македония, СФРЮ) — северомакедонский государственный деятель, юрист, министр внутренних дел Республики Македония с 2004 по 2006 год.

## Образование
Любомир Михайловский окончил в 1980 году юридический факультет Университета Св. Кирилла и Мефодия в Скопье.

## Карьера
- С 1981 по 1983 год работал трудовым инспектором в Скопье.
- С 1983 по 1999 год сменил несколько должностей в министерстве внутренних дел Maкедонии.
- С 2000 по 2002 год работал адвокатом.
- 2 декабря 2002 назначен директором Таможенного управления.
- С декабря 2004 по август 2006 года — министр внутренних дел Республики Македония.